# Nordholländisches Huhn
Das Nordholländische Huhn auch Nordhollandhuhn (niederländisch früher: Noord-Hollandse Blauwe, aktuell: Noord-Hollands Hoen, französisch Poule de Hollande du Nord, englisch North Holland blue), ist eine niederländische Rasse des Haushuhns. Gezüchtet als leistungsfähige Fleischlieferanten Anfang des 20. Jahrhunderts, gerieten sie ab den 1950ern gegenüber neuen Rassen ins Hintertreffen und sind heute selten.

## Geschichte
Das Nordholländische Huhn wurde um 1900 in der Gegend um Purmerend (nahe Amsterdam) gezüchtet, insbesondere um die Amsterdamer jüdische Gemeinde mit weißem Hühnerfleisch zu versorgen. Es stammt von den belgischen Mechelner ab, die zu diesem Zweck importiert worden waren, sich aber unter den schlechten Bedingungen in Nord-Holland nicht gut behaupteten. Daher wurden sie mit einheimischen Hühnern und britischen Fleischrassen gekreuzt.
Ein Rassestandard wurde 1934 vom Noord-Hollandse Blauwenclub van Nederland, einem Züchterverband, vereinbart und 1950 vom Nederlandse Hoender en Dwerghoender Bond, dem nationalen Verband der Geflügelzüchter, mit geringfügigen Änderungen angenommen. Das Nordholländische Huhn war 2013 in acht europäischen Ländern anerkannt.
In den Jahren nach dem Zweiten Weltkrieg wurde das  Nordholländische Huhn als kommerzielle Fleischrasse durch schneller wachsende, importierte amerikanische Rassen verdrängt. Der letzte große Nordholland-Huhn-Betrieb wurde 1977 geschlossen. Die Rasse gilt inzwischen als selten, in Großbritannien steht sie auf der Beobachtungsliste des Rare Breeds Survival Trust.

### Schwesterrassen: Niederrheiner und nordholländische Hühner
Als linksrheinische Fleischhühnerzüchter am Anfang des 20. Jhd. den Niederrheiner erzüchteten, haben sie das Nordholländische Huhn als Basis genommen. Aufgrund der geringen Unterschiede zwischen den beiden Rassen sind die Niederrheiner in den Niederlanden nie als Rasse anerkannt worden. Dahingegen wurden die später erzüchteten Zwergniederrheiner mit geringen Änderungen als Basis für die Zwergvariante der nordholländischen Hühner benutzt.

## Beschreibung
Nordholländische Hühner sind gesperbert, ihre Ringgröße ist für Hähne 22 mm, für Hennen 20 mm.
Sie sind von ruhigem und zutraulichem Charakter, haben eine Legeleistung von rund 140 Eiern pro Jahr, das Gewicht des hellbraunen Eis beträgt etwa 57 Gramm.
Das Gewicht des Hahns beträgt etwa 4000 Gramm und das der Henne 3250 Gramm.